# Rhabdogaster flavidus
Rhabdogaster flavidus là một loài ruồi trong họ Asilidae. Rhabdogaster flavidus được Lindner miêu tả năm 1973.